# Nightdive Studios
Nightdive Studios,LLC (anciennement Night Dive Studios,LLC) est une compagnie de développement de jeu vidéo américaine fondée le 7 novembre 2012 par Stephen Kick (anciennement de chez Sony Online Entertainment) à Vancouver dans l'état de Washington.
L'entreprise est connue pour racheter les droits d'anciens jeux qui ne sont plus exploités sur le marché, les mettre à jour pour les rendre compatibles avec les plates-formes modernes puis les proposer à la vente sur les plateformes de distribution en ligne tel que Steam et GOG.com.
Leur première ressortie fut System Shock 2 en 2013, un jeu sorti à l'origine en 1999 et qui a inspiré d'innombrables jeux tel que la série de jeu BioShock.

## Histoire
Stephen Kick a travaillé en tant qu’artiste pour Sony Online Entertainment mais il désirait faire ses propres jeux. Il a pris le temps de voyager autour du monde, emportant quelques jeux vidéo avec lui pour trouver une inspiration. Mais durant ce voyage, il a été surpris de ne pas trouver un moyen d'acheter System Shock 2 de manière légale, un jeu qui semble avoir fini en abandonware. Kick a alors commencé à enquêter sur la situation, et a découvert que les droits de propriété intellectuelle de System Shock 2 étaient disputés entre Electronic Arts, l’éditeur du jeu, et Meadowbrook Insurance Group (une sous-division de Star Insurance Company) qui a acquis les actifs de la part du studio qui l’a développé, Looking Glass Studios, après sa fermeture. De ce fait, Kick s’est approché de Meadowbrook pour négocier les droits de System Shock 2 pour pouvoir faire marcher le jeu sur les systèmes modernes. Meadowbrook accepta, et avec ça, Kick fonda Night Dive Studios en fin 2012 pour supporter ses efforts. Cette version fut publiée sur GOG.com en février 2013, où System Shock 2 était devenu l’un des jeux les plus réclamés par les joueurs, puis sur les autres plate-formes sur internet.
Avec cette ressorti, Kick a décidé que Night Dive Studio continuerai de ressortir d’anciens jeux sur les systèmes modernes. En 2013, le studio a ressorti I Have No Mouth, and I Must Scream, un jeu dirigé par l’auteur de science fiction Harlan Ellison et basé sur son livre éponyme I Have No Mouth, and I Must Scream. Wizardry VI, VII, et 8, une remasterisation de Shadowman et deux titres de Trilobyte intitulés The 7th Guest et The 11th Hour sont aussi ressortis.
En 2014, Night Dive Studios a ressorti 30 titres du catalogue de jeux d’aventure pour enfant de Humongous Entertainment et 22 autres jeux appartenant à Tommo lors d'une collaboration avec Retroism, une filiale de Tommo. Le studio a aussi ressorti cette année-là The Labyrinth of Time et Inherit the Earth avec l'accord de The Wyrmkeep Entertainment Co. qui possède les droits, puis l'intégralité des jeux de la série des Tex Murphy, Bad Mojo Redux et Harvester après avoir acquis les droits de ces jeux.
La compagnie a aussi généré des spéculations sur le fait qu'elle planifierait une ressortie de The Operative: No One Lives Forever du fait que Night Dive Studios a déposé le droit des marques No One Lives Forever. Kick a répondu à ces rumeurs en disant que la compagnie ne peut pas dire quelles seront ses prochaines ressortis. Kick a révélé plus tard qu’ils ont bel et bien essayé de récupérer les droits d’édition de No One Lives Forever et de sa suite, au point qu’ils ont le code source des deux jeux, mais ils n’ont pas pu négocier avec les trois compagnies qui possèdent la propriété intellectuelle des jeux soit Activision, 20th Century Fox, et Warner Bros.
2014 a vu aussi la première collaboration entre Nightdive Studios et Humble Bundle pour la sortie d'une collection de jeux en mai 2014 qui contient tous les titres de la compagnie jusqu’à cette date. 
Le 12 décembre de cette même année, Night Dive Studios a ressorti un jeu de 1996, hybride entre le jeu de tir à la première personne et le jeu de rôle, intitulé Strife en tant que Strife: Veteran Edition, après l’acquisition des droits du jeu. À cause du fait que le code source du jeu a été perdu, une version modifiée de Chocolate Doom nommé Chocolate Strife a été utilisé en tant que moteur du jeu, avec ses programmeurs originaux qui ont créé un code additionnel pour la ressorti. Le code source de Strife: Veteran Edition a été rendu accessible via GPLv3 sur GitHub par Night Dive Studios et Samuel "Kaiser" Villarreal le 12 décembre 2014. De plus, ce fut le premier code source que Night Dive Studios a publié, Stephen Kick a alors annoncé sur Reddit en 2016 son engagement de la republication, de la préservation et de l'ouverture de plus de code source.
En février 2015, il a été annoncé par Kick qu’ils sont en train de travailler sur une ressorti de Exhumed via la distribution digitale avec en bonus la version Saturn incluse. Kick a aussi annoncé qu’il travaillait avec les développeurs de Noctropolis sur le code source original et sur le jeu et qu’il y aura les musiques refaite, le support widescreen et une correction des bugs.
Le 22 septembre 2015, Night Dive Studios a ressorti System Shock dans une Enhanced Edition qui contient une meilleure résolution et le support de la souris. Night Dive Studios a depuis annoncé avoir acquis les droits complets de la série des System Shock, et par conséquent ils développeront le troisième opus de la série, et aussi les remakes des deux jeux précédents, travaillant avec le concepteur original Robert Waters sur le design.
Le 4 novembre, aux Fragments of Silicon, Stephen Kick a annoncé de nouvelles ressortis à la fois de Night Dive Studios et de Retroism brand, incluant Titanic: Adventure Out of Time, Starlord, Forsaken et Machines: Wired for War.
Le 6 avril 2016, encore aux Fragments of Silicon, un retour de Stephen Kick a confirmé qu’ils travaillèrent sur une ressorti du classique de WARP/Kenji Eno nommé D qui a été publié par Acclaim en 1996.
En mars 2016, Night Dive Studios dévoile le prototype du remake de System Shock qui devait sortir en fin d'année mais le jeu fut décalé à fin 2017 puis à 2020. Cette année là fut annoncé le développement de System Shock 3 par Otherside Entertainment qui a reçu les droits pour faire une suite à System Shock de la part de Night Dive. De plus Warren Spector, le créateur de la série, a rejoint Otherside Entertainment.
En 2018, Night Dive studios a sorti une version améliorée de Forsaken, un fps sorti en 1998, qui contient des niveaux supplémentaires. Le 7 décembre, le studio a annoncé une version remaniée de Blood, un FPS culte sorti en 1997.
Le 18 mars 2019, Night Dive Studios a ressorti Turok: Dinosaur Hunter sur la Nintendo Switch. Le 9 mai de la même année, le studio a sorti leur version remaniée de Blood intitulée Blood Flesh Supply sur Steam et GOG. Turok 2: Seeds of Evil est ressorti le 9 août sur Nintendo Switch.

## Kex Engine

### Histoire du moteur
Le 10 juillet 2008, Samuel Villarreal, connu sous le pseudonyme de Kaiser, a sorti un portage non officiel de Doom 64 sur son propre moteur (basé sur Doom3D et pratiquement intégralement réécrit depuis) qui se nommera par la suite le Kex Engine. La seconde version de ce moteur fut créée pour porter Powerslave (nommé Exhumed en Europe) de manière non officielle le 24 mai 2015. Cette même année il fut embauché par Night Dive Studios pour faire une remastérisation de Turok: Dinosaur Hunter sur PC, et pour cela, il créa une troisième version du Kex Engine qui servira également pour d'autres jeux du studio tel que Turok 2: Seeds of Evil et Forsaken remastered. En 2019, Night Dive Studios dépose la marque Kex Engine. Un nouveau portage de Doom 64, ce coup-ci officiel et rétro-conçu, est sortie le 20 mars 2020 sur PC, Nintendo Switch, Playstation 4, Xbox One et le 12 mai 2020 sur Google Stadia.

### Jeux fonctionnant sur ce moteur
| Année de sortie                  | Titre du portage                     | Titre d'origine        | Officiel |
| -------------------------------- | ------------------------------------ | ---------------------- | -------- |
| 2008                             | Doom 64 Ex                           | Doom 64                | Non      |
| 2015                             | PowerSlave Ex                        | Exhumed                | Non      |
| 2015                             | Turok: Dinosaur Hunter               | Turok: Dinosaur Hunter | Oui      |
| 2017                             | Turok 2: Seeds of Evil               | Turok 2: Seeds of Evil | Oui      |
| 2018                             | Forsaken remastered                  | Forsaken               | Oui      |
| 2018                             | System Shock: Enhanced Edition       | System Shock           | Oui      |
| 2019                             | Blood Fresh Supply                   | Blood                  | Oui      |
| 2020                             | Doom 64                              | Doom 64                | Oui      |
| 2021                             | Shadow Man Remastered                | Shadow Man             | Oui      |
| 2021                             | Quake                                | Quake                  | Oui      |
| 2022                             | PowerSlave Exhumed                   | Exhumed                | Oui      |
| 2022                             | Blade Runner: Enhanced Edition       | Blade Runner           | Oui      |
| 2023                             | Rise of the Triad: Ludicrous Edition | Rise of the Triad      | Oui      |
| System Shock 2: Enhanced Edition | System Shock 2                       | Oui                    |          |
| Non annoncé                      | SiN Reloaded                         | SiN                    | Oui      |

## Jeux

### Jeux développés
| Année de sortie | Titre                                | Développeur(s)                                                               |
| --------------- | ------------------------------------ | ---------------------------------------------------------------------------- |
| 2014            | Strife: Veteran Edition              | - Rogue Entertainment - Night Dive Studios                                   |
| 2015            | Spirits of Xanadu                    | Good Morning, Commander                                                      |
| 2015            | System Shock: Enhanced Edition       | - Looking Glass Technologies - Night Dive Studios                            |
| 2015            | Turok: Dinosaur Hunter               | - Iguana Entertainment - Acclaim Entertainment - Night dive Studios          |
| 2016            | Womb Room                            | Bearded Eye                                                                  |
| 2017            | Turok 2: Seeds of Evil               | - Iguana Entertainment - Acclaim Entertainment - Night dive Studios          |
| 2018            | Forsaken remastered                  | - Probe Entertainment - Acclaim Entertainment - Night dive Studios           |
| 2019            | Blood Fresh Supply                   | - Monolith Productions - Night Dive Studios                                  |
| 2020            | SiN: Gold                            | - Ritual Entertainment - Night Dive Studios                                  |
| 2020            | Doom 64                              | - Midway Games - id Software - Night Dive Studios                            |
| 2021            | Shadow Man Remastered                | - Acclaim Studios Teesside - Night Dive Studios                              |
| 2021            | Quake                                | - id Software - MachineGames - Night Dive Studios                            |
| 2022            | PowerSlave Exhumed                   | - Lobotomy Software - Night Dive Studios                                     |
| 2022            | Blade Runner: Enhanced Edition       | - Westwood Studios - Night Dive Studios                                      |
| 2023            | System Shock                         | Night Dive Studios                                                           |
| 2023            | Rise of the Triad: Ludicrous Edition | - Apogee Software - New Blood Interactive - Night Dive Studios               |
| 2023            | System Shock 2: Enhanced Edition     | - Looking Glass Technologies - Irrational Games - Night Dive Studios         |
| Non annoncé     | SiN Reloaded                         | - Ritual Entertainment - 3D Realms - Slipgate Ironworks - Night Dive Studios |

### Ressorties
| Année de ressortie | Année de sortie d'origine | Titre                                               | Développeur(s)                             | Editeur d'origine                                | Propriétaire(s) des droits             |
| ------------------ | ------------------------- | --------------------------------------------------- | ------------------------------------------ | ------------------------------------------------ | -------------------------------------- |
| 2013               | 1999                      | System Shock 2                                      | - Looking Glass Studios - Irrational Games | Electronic Arts                                  | Nightdive Studios                      |
| 2013               | 1990                      | Wizardry 6: Bane of the Cosmic Forge                | Sir-Tech                                   | Sir-Tech                                         | Gamepot Inc.                           |
| 2013               | 1990                      | Wizardry 7: Crusaders of the Dark Savant            | Sir-Tech                                   | Sir-Tech                                         | Gamepot Inc.                           |
| 2013               | 2001                      | Wizardry 8                                          | Sir-Tech Canada                            | Sir-Tech                                         | Gamepot Inc.                           |
| 2013               | 1995                      | I Have No Mouth, and I Must Scream                  | The Dreamers Guild                         | Cyberdreams                                      | Nightdive Studios                      |
| 2013               | 1999                      | Shadow Man                                          | Acclaim Studios Teesside                   | Acclaim Entertainment                            | Valiant Entertainment                  |
| 2013               | 1993                      | The 7th Guest                                       | Trilobyte                                  | Virgin Interactive Entertainment                 | Trilobyte                              |
| 2013               | 1995                      | The 11th Hour                                       | Trilobyte                                  | Virgin Interactive Entertainment                 | Trilobyte                              |
| 2014               | 1996                      | Harvester                                           | DigiFX Interactive                         | Merit Studios                                    | Nightdive Studios                      |
| 2014               | 1997                      | Spy Fox : Opération Milkshake                       | Humongous Entertainment                    | Humongous Entertainment                          | Tommo                                  |
| 2014               | 1996                      | Putt-Putt and Pep's Balloon-o-Rama                  | Humongous Entertainment                    | Humongous Entertainment                          | Tommo                                  |
| 2014               | 1996                      | Marine Malice et Luther Le Bullotron                | Humongous Entertainment                    | Humongous Entertainment                          | Tommo                                  |
| 2014               | 1992                      | Putt-Putt Joins the Parade                          | Humongous Entertainment                    | Humongous Entertainment                          | Tommo                                  |
| 2014               | 1996                      | Pyjama Sam : Héros de la nuit                       | Humongous Entertainment                    | Humongous Entertainment                          | Tommo                                  |
| 2014               | 1994                      | Marine Malice et le mystère des graines d'algues    | Humongous Entertainment                    | Humongous Entertainment                          | Tommo                                  |
| 2014               | 1999                      | Spy Fox 2 : Opération Robot-expo                    | Humongous Entertainment                    | Humongous Entertainment                          | Tommo                                  |
| 2014               | 1996                      | Putt-Putt and Pep's Dog on a Stick                  | Humongous Entertainment                    | Humongous Entertainment                          | Tommo                                  |
| 2014               | 1996                      | Marine Malice et Luther Les gloutons des mers       | Humongous Entertainment                    | Humongous Entertainment                          | Tommo                                  |
| 2014               | 1998                      | Sam Pyjam 2 : Héros Météo                           | Humongous Entertainment                    | Humongous Entertainment                          | Tommo                                  |
| 2014               | 1996                      | Marine Malice 2 : Le Mystère de l'École Hantée      | Humongous Entertainment                    | Humongous Entertainment                          | Tommo                                  |
| 2014               | 1993                      | Putt-Putt Goes to the Moon                          | Humongous Entertainment                    | Humongous Entertainment                          | Tommo                                  |
| 2014               | 1994                      | Putt-Putt and Fatty Bear's Activity Pack            | Humongous Entertainment                    | Humongous Entertainment                          | Tommo                                  |
| 2014               | 1997                      | Pouce-Pouce voyage dans le temps                    | Humongous Entertainment                    | Humongous Entertainment                          | Tommo                                  |
| 2014               | 2001                      | Spy Fox 3 : Opération SOS Planète                   | Humongous Entertainment                    | Infogrames                                       | Tommo                                  |
| 2014               | 2000                      | Pyjama Sam : Héros du Goûter                        | Humongous Entertainment                    | Humongous Entertainment                          | Tommo                                  |
| 2014               | 1998                      | Marine Malice 3 le mystère du coquillage Volé       | Humongous Entertainment                    | Humongous Entertainment                          | Tommo                                  |
| 2014               | 1998                      | Spy Fox in Cheese Chase                             | Humongous Entertainment                    | Humongous Entertainment                          | Tommo                                  |
| 2014               | 2003                      | Pajama Sam: Life Is Rough When You Lose Your Stuff! | Humongous Entertainment                    | Atari, Inc.                                      | Tommo                                  |
| 2014               | 1999                      | Marine Malice 4 : Le Mystère du Ranch aux Cochons   | Humongous Entertainment                    | Humongous Entertainment                          | Tommo                                  |
| 2014               | 1998                      | Pouce-Pouce entre dans la course                    | Humongous Entertainment                    | Humongous Entertainment                          | Tommo                                  |
| 2014               | 2000                      | Pouce-Pouce découvre le cirque                      | Humongous Entertainment                    | Humongous Entertainment                          | Tommo                                  |
| 2014               | 2003                      | Putt-Putt: Pep's Birthday Surprise                  | Humongous Entertainment                    | Atari, Inc.                                      | Tommo                                  |
| 2014               | 1999                      | Spy Fox in Hold the Mustard                         | Humongous Entertainment                    | Humongous Entertainment                          | Tommo                                  |
| 2014               | 1997                      | Pajama Sam's Sock Works                             | Humongous Entertainment                    | Humongous Entertainment                          | Tommo                                  |
| 2014               | 1998                      | Pajama Sam's Lost & Found                           | Humongous Entertainment                    | Humongous Entertainment                          | Tommo                                  |
| 2014               | 2001                      | Marine Malice 5 le mystère du Monstre du Lagon      | Humongous Entertainment                    | Infogrames                                       | Tommo                                  |
| 2014               | 1994                      | Tex Murphy: Under a Killing Moon                    | Access Software                            | Access Software                                  | Nightdive Studios                      |
| 2014               | 1989                      | Tex Murphy: Mean Streets                            | Access Software                            | Access Software                                  | Nightdive Studios                      |
| 2014               | 1991                      | Tex Murphy: Martian Memorandum                      | Access Software                            | Access Software                                  | Nightdive Studios                      |
| 2014               | 1996                      | Tex Murphy: The Pandora Directive                   | Access Software                            | Access Software                                  | Nightdive Studios                      |
| 2014               | 1998                      | Tex Murphy: Overseer                                | Access Software                            | Access Software                                  | Nightdive Studios                      |
| 2014               | 1995                      | Pouce-Pouce sauve le zoo                            | Humongous Entertainment                    | Humongous Entertainment                          | Tommo                                  |
| 2014               | 1996                      | Bad Mojo Redux                                      | Pulse Entertainment                        | - Acclaim Entertainment - Got Game Entertainment | Nightdive Studios                      |
| 2014               | 1990                      | Sid Meier's Covert Action                           | MPS Labs                                   | MicroProse                                       | Tommo                                  |
| 2014               | 1993                      | Sid Meier's Pirates! Gold Plus                      | - MicroProse - MPS Labs                    | MicroProse                                       | Tommo                                  |
| 2014               | 1994                      | Sid Meier's Colonization                            | MicroProse                                 | MicroProse                                       | Tommo                                  |
| 2014               | 1992                      | Rex Nebular and the Cosmic Gender Bender            | MicroProse                                 | MicroProse                                       | Tommo                                  |
| 2014               | 1989                      | Sword of the Samurai                                | MPS Labs                                   | MicroProse                                       | Tommo                                  |
| 2014               | 1994                      | Dragonsphere                                        | MPS Labs                                   | MicroProse                                       | Tommo                                  |
| 2014               | 1992                      | Darklands                                           | MPS Labs                                   | MicroProse                                       | Tommo                                  |
| 2014               | 1993                      | BloodNet                                            | MicroProse                                 | MicroProse                                       | Tommo                                  |
| 2014               | 2001                      | Pajama Sam: Games to Play on Any Day                | Humongous Entertainment                    | Infogrames                                       | Tommo                                  |
| 2014               | 1993                      | Fatty Bear's Birthday Surprise                      | Humongous Entertainment                    | Humongous Entertainment                          | Tommo                                  |
| 2014               | 1996                      | Deadlock: Planetary Conquest                        | Accolade                                   | Accolade                                         | Tommo                                  |
| 2014               | 1998                      | Deadlock II: Shrine Wars                            | - Cyberlore Studios - Accolade             | Accolade                                         | Tommo                                  |
| 2014               | 1999                      | Redline: Gang Warfare 2066                          | Beyond Games                               | Accolade                                         | Tommo                                  |
| 2014               | 1999                      | Slave Zero                                          | Infogrames North America                   | Infogrames North America                         | Tommo                                  |
| 2014               | 1997                      | 7th Legion                                          | - Epic MegaGames - Vision Software         | MicroProse                                       | Tommo                                  |
| 2014               | 2000                      | B-17 Flying Fortress: The Mighty 8th                | Wayward Design                             | Hasbro Interactive                               | Tommo                                  |
| 2014               | 1991                      | F-117A Nighthawk Stealth Fighter 2.0                | MPS Labs                                   | MicroProse                                       | Tommo                                  |
| 2014               | 1994                      | Fleet Defender                                      | MicroProse                                 | MicroProse                                       | Tommo                                  |
| 2014               | 1989                      | Silent Service                                      | MicroProse                                 | MicroProse                                       | Tommo                                  |
| 2014               | 1992                      | Task Force 1942                                     | MPS Labs                                   | MicroProse                                       | Tommo                                  |
| 2014               | 1995                      | Across the Rhine                                    | MPS Labs                                   | MicroProse                                       | Tommo                                  |
| 2014               | 1991                      | Command HQ                                          | Ozark Softscape                            | Microplay Software                               | Tommo                                  |
| 2014               | 1996                      | Eradicator                                          | Accolade                                   | Accolade                                         | Tommo                                  |
| 2014               | 1998                      | NAM                                                 | TNT Team                                   | GT Interactive Software                          | Tommo                                  |
| 2014               | 1990                      | Silent Service 2                                    | MPS Labs                                   | MicroProse                                       | Tommo                                  |
| 2014               | 1993                      | The Labyrinth of Time                               | Terra Nova Development                     | Electronic Arts                                  | The Wyrmkeep Entertainment Co.         |
| 2014               | 1994                      | Inherit the Earth                                   | The Dreamers Guild                         | New World Computing                              | The Wyrmkeep Entertainment Co.         |
| 2014               | 1996                      | Strife : Quest for the Sigil                        | Rogue Entertainment                        | Velocity                                         | Nightdive Studios                      |
| 2015               | 1994                      | 1942: The Pacific Air War                           | MPS Labs                                   | MicroProse                                       | Tommo                                  |
| 2015               | 1992                      | Challenge of the Five Realms                        | MicroProse                                 | MicroProse                                       | Tommo                                  |
| 2015               | 1988                      | F-19 Stealth Fighter                                | MicroProse                                 | MicroProse                                       | Tommo                                  |
| 2015               | 1991                      | Hyperspeed                                          | MPS Labs                                   | MicroProse                                       | Tommo                                  |
| 2015               | 1990                      | Knights of the Sky                                  | MicroProse                                 | MicroProse                                       | Tommo                                  |
| 2015               | 1995                      | Let's Explore the Jungle                            | Humongous Entertainment                    | Humongous Entertainment                          | Tommo                                  |
| 2015               | 1995                      | Let's Explore the Farm                              | Humongous Entertainment                    | Humongous Entertainment                          | Tommo                                  |
| 2015               | 1995                      | Let's Explore the Airport                           | Humongous Entertainment                    | Humongous Entertainment                          | Tommo                                  |
| 2015               | 1998                      | Z.A.R.                                              | Maddox Games                               | Auric Vision                                     | Nightdive Studios                      |
| 2015               | 1997                      | MadSpace: To Hell and Beyond                        | Maddox Games                               | Auric Vision                                     | Nightdive Studios                      |
| 2015               | 1997                      | Tony Tough and the Night of Roasted Moths           | Nayma Software                             | - Nayma Software - Got Game Entertainment        | Nightdive Studios                      |
| 2015               | 1996                      | Terra Nova: Strike Force Centauri                   | Looking Glass Technologies                 | Looking Glass Technologies                       | Nightdive Studios                      |
| 2015               | 1997                      | Big Thinkers! Kindergarten                          | Humongous Entertainment                    | Humongous Entertainment                          | Tommo                                  |
| 2015               | 1997                      | Big Thinkers! 1st Grade                             | Humongous Entertainment                    | Humongous Entertainment                          | Tommo                                  |
| 2015               | 1997                      | Noctropolis                                         | Flashpoint Studios                         | Electronic Arts                                  | Nightdive Studios                      |
| 2015               | 1996                      | Timelapse                                           | GTE Entertainment                          | GTE Entertainment                                | Nightdive Studios                      |
| 2015               | 1994                      | System Shock                                        | Looking Glass Studios                      | Origin Systems                                   | Nightdive Studios                      |
| 2015               | 1989                      | Tank: The M1A1 Abrams Battle Tank Simulation        | Sphere, Inc.                               | Spectrum HoloByte                                | Tommo                                  |
| 2015               | 1999                      | World War II GI                                     | TNT Team                                   | GT Interactive Software                          | Tommo                                  |
| 2015               | 1993                      | Starlord                                            | Third Millennium Software                  | MicroProse                                       | Tommo                                  |
| 2015               | 1997                      | Turok: Dinosaur Hunter                              | Iguana Entertainment                       | Acclaim Entertainment                            | Nightdive Studios                      |
| 2016               | 1995                      | D                                                   | WARP                                       | Acclaim Entertainment                            | Throwback Entertainment                |
| 2016               | 1989                      | Space Rogue                                         | Origin Systems                             | Origin Systems                                   | Nightdive Studios                      |
| 2016               | 1998                      | Starship Titanic                                    | The Digital Village                        | Simon & Schuster Interactive                     | Completely Unexpected Productions Ltd. |
| 2017               | 1998                      | Turok 2: Seeds of Evil                              | Iguana Entertainment                       | Acclaim Entertainment                            | Nightdive Studios                      |
| 2017               | 1991                      | Commander Keen in Keen Dreams                       | Id Software                                | Softdisk                                         | Id Software                            |
| 2017               | 1998                      | Tender Loving Care                                  | Aftermath Media                            | Funsoft                                          | Nightdive Studios                      |
| 2018               | 1998                      | Forsaken                                            | Probe Entertainment                        | Acclaim Entertainment                            | Nightdive Studios                      |
| 2018               | 1996                      | Titanic : Une aventure hors du temps                | Cyberflix                                  | GTE Entertainment                                | Nightdive Studios                      |
| 2018               | 2000                      | Metal Conflict                                      | Zono                                       | TalonSoft                                        | Nightdive Studios                      |
| 2019               | 1997                      | Blood                                               | Monolith Productions                       | GT Interactive                                   | Atari                                  |
| 2020               | 1997                      | Doom 64                                             | Midway Games                               | Midway Games                                     | id Software                            |
| 2020               | 1998                      | SiN                                                 | Ritual Entertainment                       | Activision                                       | Nightdive Studios                      |
| 2021               | 1999                      | Shadow Man                                          | Acclaim Studios Teesside                   | Acclaim Entertainment                            | Valiant Entertainment                  |
| 2021               | 1996                      | Quake                                               | id Software                                | GT Interactive                                   | id Software                            |
| 2022               | 1996                      | Exhumed                                             | Lobotomy Software                          | Playmates Interactive                            | Throwback Entertainment                |
| 2022               | 1999                      | La Roue du temps                                    | Legend Entertainment                       | GT Interactive                                   | Red Eagle Games                        |
| 2022               | 1997                      | Blade Runner                                        | Westwood Studios                           | Virgin Interactive                               | Alcon Entertainment                    |
| 2023               | 1994                      | Rise of the Triad                                   | Apogee Software                            | Apogee Software                                  | Apogee Entertainment                   |
| 2023               | 1999                      | System Shock 2                                      | - Looking Glass Studios - Irrational Games | Electronic Arts                                  | Nightdive Studios                      |
| Non annoncé        | 1998                      | SiN                                                 | Ritual Entertainment                       | Activision                                       | Nightdive Studios                      |
| Non annoncé        | 1999                      | Machines: Wired for War                             | Charybdis                                  | Acclaim Entertainment                            | Nightdive Studios                      |